# Marine birmane
 (décembre 2023).
Si vous disposez d'ouvrages ou d'articles de référence ou si vous connaissez des sites web de qualité traitant du thème abordé ici, merci de compléter l'article en donnant les références utiles à sa vérifiabilité et en les liant à la section « Notes et références ».
La marine de Birmanie (birman : တပ်မတော် (ရေ), Tatmadaw Yay) est la branche navale des forces armées birmanes. Avec 19.000 personnes en service (hommes et femmes : dont deux bataillons d'infanterie de marine), la marine exploite plus de 125 navires. Avant 1988, la marine était minime et son rôle dans les opérations de contre-insurrection était plus petit que celui de l'armée de terre birmane et de la force aérienne birmane. La marine a depuis été élargie pour jouer un rôle plus actif dans la défense des eaux territoriales de Birmanie.

## Historique

### Pré-indépendance

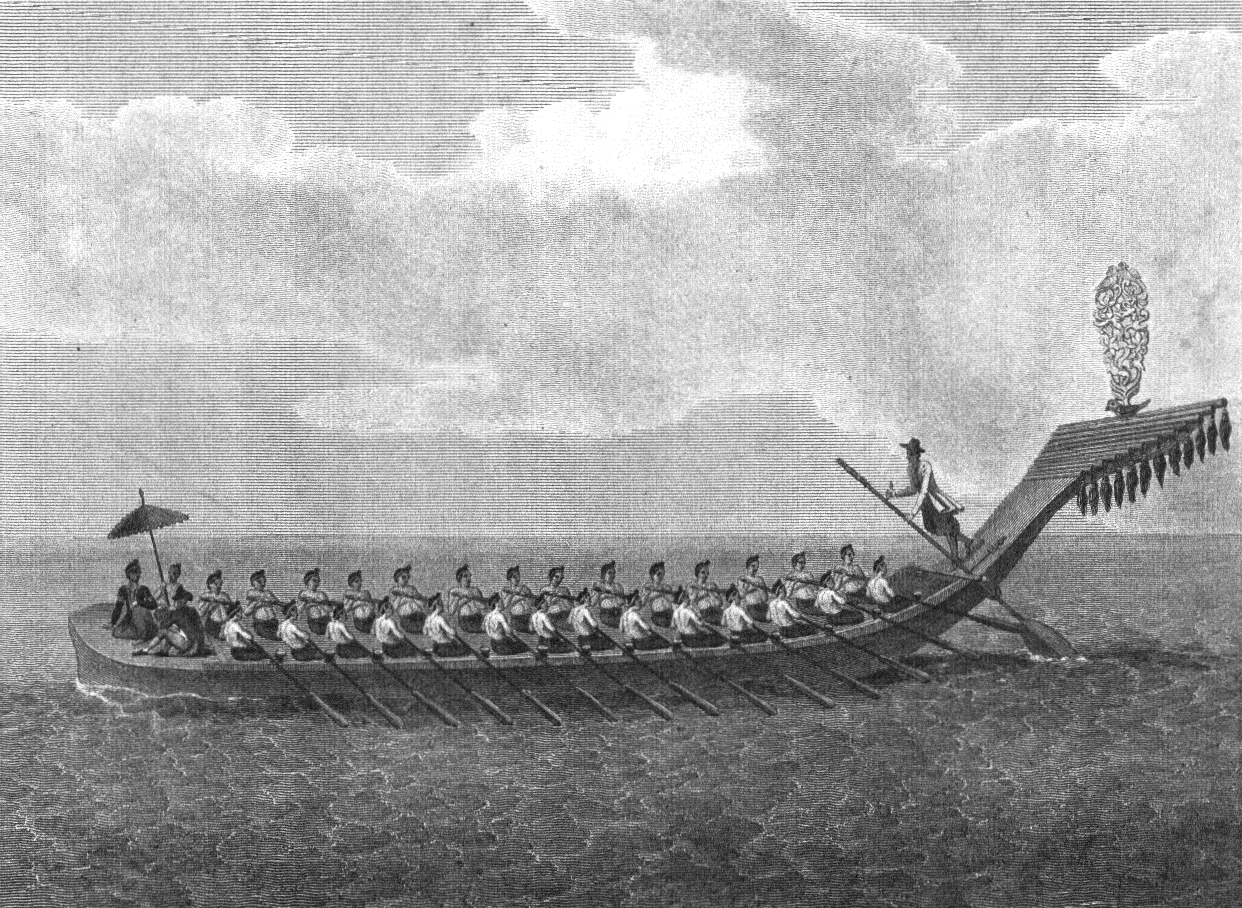
Naire birman en 1795

Le bras naval des Forces armées royales birmanes (en) se composait principalement de bateaux fluviaux à faible tirant d'eau. Ses missions principales étaient de contrôler le fleuve Irrawaddy et de protéger les navires transportant l'armée au front. Les principaux bateaux de guerre transportaient jusqu'à 30 hommes et étaient armés de canons de 6 ou 12 livres. Vers le milieu du XVIIIe siècle, la marine avait acquis quelques navires de mer, occupés par des marins européens et étrangers, qui étaient utilisés pour transporter les troupes dans les campagnes siamoises et arakanaises.

### Fondation et Seconde Guerre Mondiale
La marine du Myanmar a été formée en tant que marine de Birmanie en 1940 et, bien que très petite, a joué un rôle actif dans les opérations alliées contre les Japonais pendant la Seconde Guerre mondiale .

### Indépendance birmane

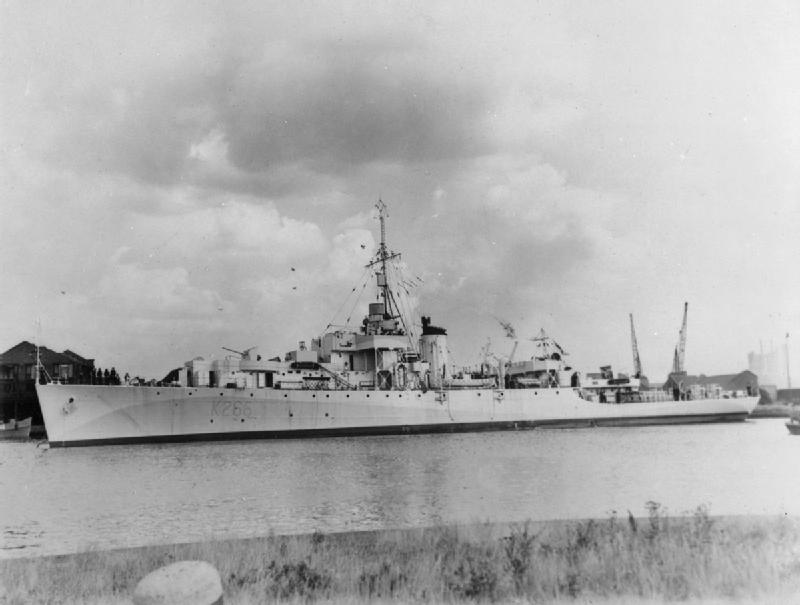
USB Mayu

En décembre 1947, l' Union of Burma Navy a été formée avec 700 hommes. La flotte se composait initialement d'une petite mais diversifiée collection de navires transférés de la Royal Navy dans le cadre des dispositions prises pour l'indépendance de la Birmanie en janvier 1948. Elle comprenait l' UBS Mayu , une ex-frégate de la Classe River et quatre Landing Craft Gun (en). Armés de deux canons de 88 mm et de deux canons de 44 mm, ces péniches de débarquement servaient de canonnières de soutien.

### 1950
En 1950 et 1951, les États-Unis ont fourni 10 United States Coast Guard Cutter (en) dans le cadre du Mutual Defense Assistance Act. La marine du Myanmar a joué un rôle important dans la lutte du gouvernement contre les groupes d'insurgés qui menaçaient le gouvernement de l'Union à ses débuts. La marine a joué un rôle à la fois défensif et offensif, protégeant les convois, transportant des fournitures, transportant des troupes et fournissant un appui-feu indispensable. Il a contribué à soulager la ville portuaire de Moulmein, qui avait été capturée par les insurgés karens en 1948, et la ville du delta de l'Irrawaddy à Pathein. Bien qu'un patrouilleur armé ait fait défection vers les insurgés karens, tout au long des années tumultueuses de l'indépendance du Myanmar, la marine était en grande partie sans opposition et gardait le contrôle sur les voies navigables intérieures birmanes.
En 1956 et 1957, le gouvernement birman a acquis cinq torpilleurs/canonnières à moteur convertibles Saunders-Roe de 50 tonnes de Dark-class patrol boat (en) , suivies des dragueursd e mines de classe Algerine du Royaume-Uni de plus de 1.000 tonnes. À la fin des années 1950 et au début des années 1960, les États-Unis ont vendu à la marine birmane six embarcations de patrouille côtières de type PGM et sept bateaux de patrouille de type CGC. En 1958, la marine birmane a pris livraison de 10 canonnières fluviales de classe Y-301 de Yougoslavie, suivies de 25 petites embarcations de patrouille de classe Michao.

### Années 1960
Des efforts ont été faits pour produire des navires de guerre fabriqués localement avec l'aide de la Yougoslavie. En 1960, la marine birmane a commandé deux corvettes de 400 tonnes de classe Nawarat (400 tonnes). Leurs armements comprennent un canon de campagne Ordnance QF 25 pounder et un canon antiaérien Bofors 40 mm. Les chantiers navals birmans ont également construit un certain nombre de petits patrouilleurs et un certain nombre de Landing Craft Assault. Les péniches de débarquement et les navires auxiliaires sont généralement armés du canon de 20 mm Oerlikon, du canon antiaérien Bofors 40 mm et de mitrailleuses lourdes. Au milieu des années 1960, la marine birmane a pris livraison d'un navire de PCE-842-class patrol craft (en) et d'une corvette de lutte anti-sous-marine de classe Admirable, tous deux mis en service au milieu des années 40.

### Années 1970
Bien que la marine birmane se soit développée rapidement au cours des années 1950 et 1960, la marine n'a pas été en mesure de suivre le rythme de la perte ou de la détérioration de navires plus anciens dans les années 1970. En 1978, les États-Unis lui ont fourni six petites embarcations de patrouille fluviale. Un programme de remplacement naval a été lancé par le gouvernement birman en 1979.

### Années 1980
En 1980, la marine du Myanmar a acquis six bateaux australiens de patrouille côtière de classe Carpentaria, suivis de trois bateaux de patrouille côtière de enSwift-class coastal. Ces bateaux de la classe Ospery et Swift ont une portée de 7 200 et 2 900 km), respectivement, et étaient armés du canon de 20 mm Oerlikon et du canon antiaérien Bofors 40 mm. Au début des années 80, les chantiers navals birmans ont construit trois patrouilleurs basés sur des patrouilleurs américains de PGM-39-class gunboat (en). Chaque bateau était armé de deux canons antiaériens Bofors de 40 mm et de deux mitrailleuses lourdes de 12,7 mm.

### Années 1990
La marine birmane a acheté six unités de navire lance-missiles de Type 037 et dix unités de chasseur de sous-marin à la Chine. Depuis 1998, la marine a construit deux corvettes de classe Anawrahta (UMS Anawrahta 771 et UMS Bayinnaung 772) de 77 m et quatre unités de navire d'attaque rapide (551-554).

### Années 2000
Jusqu'à 25 navires de guerre birmans pourraient avoir été coulés dans la tempête provoquée par le cyclone Nargis en mai 2008, tandis qu'un nombre inconnu de membres du personnel naval et de membres de leur famille ont été tués ou sont portés disparus. Le Réseau pour la démocratie et le développement en Thaïlande a signalé que 30 officiers et 250 membres du personnel naval birman avaient été portés disparus, tandis que 25 navires avaient été détruits par le cyclone dans trois centres de commandement régionaux de la marine : Commandement régional de Panmawaddy sur Gaw Yin Gyi Island (en) ; Commandement régional d'Irrawaddy ; et le Commandement régional de Danyawaddy à Sittwe, dans l'État d'Arakan.

### Années 2010
Dans le cadre de l'engagement international des États-Unis avec les forces armées birmanes, le USS Bonhomme Richard s'est rendu en Birmanie début 2013.
La marine organise son exercice annuel de flottille combinée «Sea Shield» dans le golfe du Bengale et la mer d'Andaman depuis 2014. Les manœuvres annuelles impliquent généralement des exercices de tir réel par plusieurs des navires stratégiques. En 2017, le ministre adjoint de la Défense a annoncé l'ambition de la marine birmane d'acquérir un sous-marin.
En ce qui concerne les exercices de la marine internationale, la marine birmane a participé à l'exercice 2018 de la marine indienne et du Myanmar, qui a eu lieu dans la baie du Bengale avec les navires suivant : la frégate de classe Kyan Sittha l'  UMS Sin Phyu Shin (F-14) et le navire de patrouille UMS Inle et du côté indien, les navires comprenaient la corvette de guerre anti-sous-marine INS Kamorta (P28) (en) , la frégate INS Sahyadri (en) et un sous- marin de Type 877 de classe Kilo, ainsi qu'un hélicoptère et deux avions. En septembre 2019, l' UMS Kyan Sittha de la marine birmane a participé au premier exercice maritime américano-asiatique (AUMX) pour améliorer la gestion des catastrophes et la coopération maritime dans la région.
La marine birmane a eu de meilleures relations avec les marines de la région au cours des années 2010 qu'au cours des décennies précédentes. Pour promouvoir la bonne volonté entre les marines, la marine birmane a accueilli de nombreuses marines de la région telles que la marine royale australienne, la marine chinoise et la marine indienne. De même, les navires birmans ont effectué leur visite diplomatique historique dans un certain nombre de pays de la région, dont le Vietnam, la Thaïlande et Singapour.

### Années 2020
En 2020, la marine indienne fourni un sous-marin russe de seconde main de classe Kilo, l'UMS Minye Theinkhathu. Le 24 décembre 2021, un deuxième sous-marin du type 035 d'occasion est livré par la Chine, code OTAN classe Ming, qui servira de navire école.

## Organisation

### Unités administratives et de soutien
- Quartier général de la marine, ministère de la défense (Naypyidaw)
- Commandement naval stratégique (quartier général à Naypyidaw)
- Commandement de la formation navale (Seikkyi)
- Quartier général du chantier naval (Rangoun)
- Dépôt hydrographique de la marine centrale (Rangoun)
- Centre de plongée et de sauvetage de la Marine centrale (Rangoun)
- Dépôt central de génie naval (Botataung, Rangoun)
- Dépôt Central Naval Stores (Rangoun)
- Dépôt central de communications navales (Rangoun)
- Expulsion des armements de la marine centrale (Seikkyi)

### Commandements et bases navales régionales
- Commandement régional d'Irrawaddy (quartier général à Rangoun)
- Base navale de Thanhklyet Soon
- Base navale de Bassein
- Base de Coco Island (unité radar navale)
- Commandement régional de Danyawaddy (quartier général à Sittwe)
- Base navale de Kyaukpyu
- Base navale de Thandwe
- Commandement régional de Panmawaddy (quartier général sur l'île Haigyi)
- Commandement régional de Mawyawaddy (quartier général à Moulmein)
- Commandement régional de Tanintharyi (quartier général à Mergui)
- Base navale de l'île de Zadetkyi
- Base navale du Mali (Tavoy)
- Base navale de l'île de Palai
- Base navale de Kadan
- Base navale de Sakanthit
- Base navale de Lambi
- Base navale de Pearl Island
- Base navale de Zadetkale (unité radar)

### Infanterie navale
La marinea formé un bataillon d'infanterie de marine de 800 hommes en 1964 et un deuxième bataillon en 1967. Les troisième et quatrième bataillons ont peut-être également été constitués. Ces bataillons sont traditionnellement déployés principalement dans les régions côtières du delta d'Arakan, Tenasserim et Irrawaddy, principalement pour aider aux opérations de contre-insurrection de l'armée (COIN).

### Navy SEALs
Les Myanmar Navy Sea, Air, and Land (SEAL) Teams, communément appelées Myanmar Navy SEALs(birman : တပ်မတော် (ရေ) အထူး စစ်ဆင်ရေး တပ်ဖွဲ့) ont probablement été constituées au début des années 2010. Les Navy SEALs du Myanmar sont particulièrement formés pour des missions d'opérations spéciales telles que le sauvetage d'otages, la lutte contre le terrorisme et les opérations de lutte contre les stupéfiants..

### Force de défense aérienne de la base navale
Auparavant, les forces de défense aérienne navale birmane utilisaient des Bofors 40 mm et ZPU-2 de 14,5 mm pour les bases navales.

## Modernisation
La marine birmane connaît une modernisation et une expansion rapides. Elle opère avec des navires plus grands et plus avancés de conception différente, notamment en les construisant localement avec du matériel étranger.

### Frégates

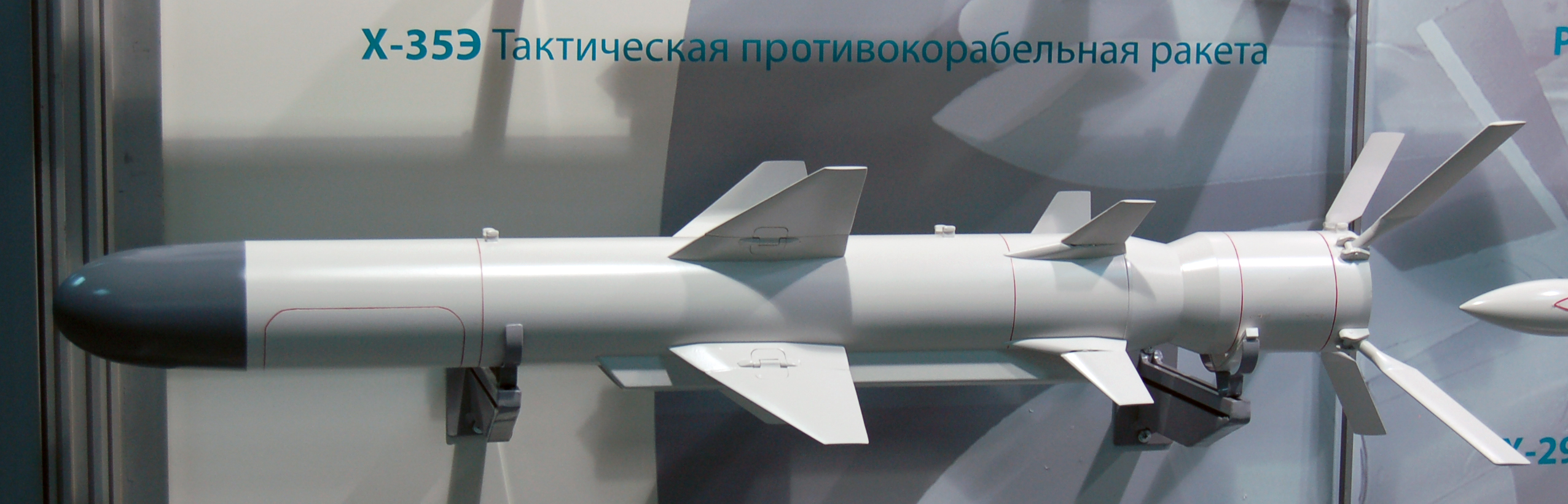
Missile anti-navire de fabrication russe Kh-35E

La marine birmane a commencé son programme de modernisation en 2001 dans le but de remplacer des navires et des équipements plus anciens. En 2012, la marine a pris livraison de deux frégates chinoises de Type 053 frigate (en). Ces deux navires ont été considérablement améliorés. Les améliorations comprenaient le remplacement des missiles anti-navires HY 2 par des missiles C-802 et l'installation de nouveaux capteurs. La première frégate indigène Aung Zeya de la classe Aung Zeya est entrée en service en 2011 et a participé à un exercice conjoint avec des navires de la marine indienne au large de Visakhapatnam au début de 2013. Un deuxième navire, le Kyan Sittha, est entré en service en 2012 et est la première frégate furtive de la marine. La marine prévoit de construire six frégates indigènes combinant des systèmes d'armes russes, indiens, chinois et occidentaux. Ces navires sont équipés de missiles anti-navires Kh-35, de canons super rapides Otobreda 76 mm, d'un CIWS 30 mm AK-630 et de roquettes et torpilles ASW chinoises. Les radars et les systèmes électroniques proviennent principalement de Bharat Electronics, en Inde. Elle a acquis des missiles sol-air et des missiles anti-navires de la Chine pour ses frégates et VPO nouvellement construits. Le chantier naval de la marine birmane, acquis de la Chine à la fin des années 1990, est l'un des chantiers navals les plus modernes de la région. De nombreux ingénieurs navals ont suivi une formation en construction navale en Chine et en Russie.

### Corvettes et navires d'attaque rapide
Début 2011, deux corvettes, 771 et 772, ont été mises à niveau en installant des missiles C-802, des SAM, un sonar, des lanceurs RBU-1200 (en) et de nouveaux radars de recherche aérienne et de surface. Le développement le plus important a été le lancement de deux nouveaux navires furtifs de 49 mètres de long et armés de missiles C-802 et d'un seul AK-630 CIWS.
Vingt FAC de classe 45 mètres (canons et missiles) sont l'épine dorsale de la marine, mais ces navires sont trop petits pour de nouvelles armes et de nouveaux systèmes électroniques. C'est la principale raison du lancement d'une classe de FAC furtif de 49 mètres. Les anciens FAC de classe Hainan (chasseur de sous-marin) seront mis en réserve dès 2016.

### Sous-marins
L'Inde a remis à la marine birmane son tout premier sous-marin, l'UMS Minye Theinkhathu de classe Kilo, qui a été expédié en 2019 après avoir été réaménagé de manière locale. Le sous-marin, autrefois désigné INS Sindhuvir, avait été acheté à la Russie dans les années 1980. Il a été modernisé par Hindustan Shipyard Limited (HSL) à Visakhapatnam. Le sous-marin sera utilisé par la marine birmane à des fins d'entraînement. L'achat de sous-marins indiens serait la politique de l'Inde en vertu de la Look East policy pour contrer l'influence militaire chinoise dans le golfe du Bengale.

### Autres
Entre 2015 et 2017, la marine birmane a acheté à Israël deux patrouilleurs de classe Super Dvora Mk III. Ensuite, en vertu d'un accord de 37,9 millions de dollars signé en mars 2017, elle a reçu des unités avancées de torpilles anti-sous-marines Shyena de l'Inde. De plus, la marine birmane aurait acquis un nouveau Landing Platform Dock (LPD) en Corée du Sud en 2019.